# Nyssopsora thwaitesii
Nyssopsora thwaitesii är en svampart som först beskrevs av Berk. & Broome, och fick sitt nu gällande namn av Hans Sydow 1921. Nyssopsora thwaitesii ingår i släktet Nyssopsora och familjen Raveneliaceae.   Inga underarter finns listade i Catalogue of Life.